# Ira Murchison
Ira Murchison (n. 6 februarie 1933, Chicago, Illinois, SUA – d. 28 martie 1994, Harvey⁠(d), Illinois, SUA) a fost un atlet american, medaliat olimpic. A participat la o ediție a Jocurilor Olimpice (1956) în care a câștigat o medalie de aur.

## Palmares
| An   | Competiție                     | Locație              | Loc | Eveniment | Note  |
| ---- | ------------------------------ | -------------------- | --- | --------- | ----- |
| 1956 | Jocurile Olimpice              | Melbourne, Australia | 4   | 100 m     | 10,6  |
| 1956 | Jocurile Olimpice              | Melbourne, Australia | 1   | 4×100 m   | 39,5  |
| 1957 | Jocurile Mondiale Universitare | Paris, Franța        | 2   | 100 m     | 10,6  |
| 1963 | Jocurile Panamericane          | São Paulo, Brazilia  | 3   | 100 m     | 10,62 |
| 1963 | Jocurile Panamericane          | São Paulo, Brazilia  | 1   | 4×100 m   | 40,40 |